# 囚われた少女たち
『囚われた少女たち』（原題：Las elegidas）は、2015年のメキシコ映画。

## あらすじ
ティフアナで暮らす14歳のソフィアは、ウリセスとの幸せな日々を過ごしていたが、ウリセスの一家は売春宿を営んでおり、ウリセスはソフィアを逃そうとするも、ウリセスの父と兄により、売春宿に監禁されてしまう。ウリセスは、ソフィアを救うため、父に打診し、ソフィアの身代わりを見つけるという条件を提示される。そこでウリセスは、街中で出会った17歳のマルタに近づく...。

## スタッフ
- 監督：ダビ・パプロス
- 脚本：ダビ・パプロス
- 製作：ガエル・ガルシア・ベルナル、ディエゴ・ルナ、パブロ・クルス

## キャスト
- ソフィア：ナンシー・タラマンテス
- ウリセス：オスカル・トレス
- マルタ：レイディ・グティエレス